# Сердюков, Егор
Егор Сердюков — российский рэндзист, чемпион России 2008 года.

## Биография
Родился в посёлке Подюга Архангельской области, где и начал заниматься рэндзю под руководством тренера Ирины Метревели. Неоднократный победитель и призёр молодёжных первенств России (бронза в 2003 г., серебро в 2005 г. и 2007 г., золото в 2008 и 2009 годах), Европы (золото в 2009). В 2008 году в составе сборной России завоевал серебряную медаль на командном чемпионате мира по рэндзю.
В 2012 году стал бронзовым призёром чемпионата России.